# 蒙赫图尔·勒哈格瓦格雷勒
蒙赫图尔·勒哈格瓦格雷勒（1998年1月4日—），蒙古男子摔跤运动员，2021年世界摔跤锦标赛男子自由式125公斤级铜牌得主、2022年世界摔跤锦标赛男子自由式125公斤级银牌得主、2022年亚洲运动会男子自由式125公斤级银牌得主。